# Pennisetia vespiformis
Pennisetia vespiformis is een vlinder uit de familie van de wespvlinders (Sesiidae). De wetenschappelijke naam werd gepubliceerd in 1761 door Carl Linnaeus.